# Ha-Bonim
Ha-Bonim (hebr. הבונים) – moszaw położony w Samorządzie Regionu Chof ha-Karmel, w dystrykcie Hajfa, w Izraelu.

## Położenie
Moszaw Ha-Bonim leży w północnej części równiny Szaron na południe od miasta Hajfy, w otoczeniu moszawów Cerufa i En Ajjala, oraz kibucu Nachszolim.

## Historia
Badania archeologiczne odkryły w tej okolicy rzymski nagrobek z greckimi inskrypcjami pochodzącymi z I wieku. W owym czasie istniała tutaj niewielka wieś, która rozrosła się pod panowaniem Bizancjum. Wykopaliska odkryły pochodzące z tego okresu kamieniołomy, winnicę, pozostałości domów oraz kościół. Podczas arabskiego podboju w VII wieku wieś została całkowicie zniszczona. Arabowie wybudowali w tym miejscu fortecę Kafarlab, która miała chronić wybrzeże przed atakami Bizancjum. Jednak pod koniec XI wieku panowanie nad tymi terenami przejęli krzyżowcy. Wybudowali oni na ruinach starej arabskiej fortecy swój własny zamek, który nazwali Cafarlet. Była to prostokątna budowla (58 na 50 m) z zaokrąglonymi wieżami w narożnikach i bramą od południowej strony. Zamek wszedł w system nadbrzeżnych fortyfikacji Królestwa Jerozolimskiego. Na północy były to zamki Akka, Hajfa i Atlit, a na południu Cezarea i Jerozolima. Zamek Cafarlet chronił nadmorski szlak handlowy oraz pielgrzymów podróżujących do Ziemi Świętej. W 1213 roku zamek objął Zakon Szpitalników, który w 1232 roku odsprzedał go templariuszom. W 1265 roku Arabowie zdobyli i zniszczyli zamek, jednak templariusze go odbudowali. Ostatecznie, w 1291 roku zamek został zdobyty i doszczętnie zniszczony przez Arabów.

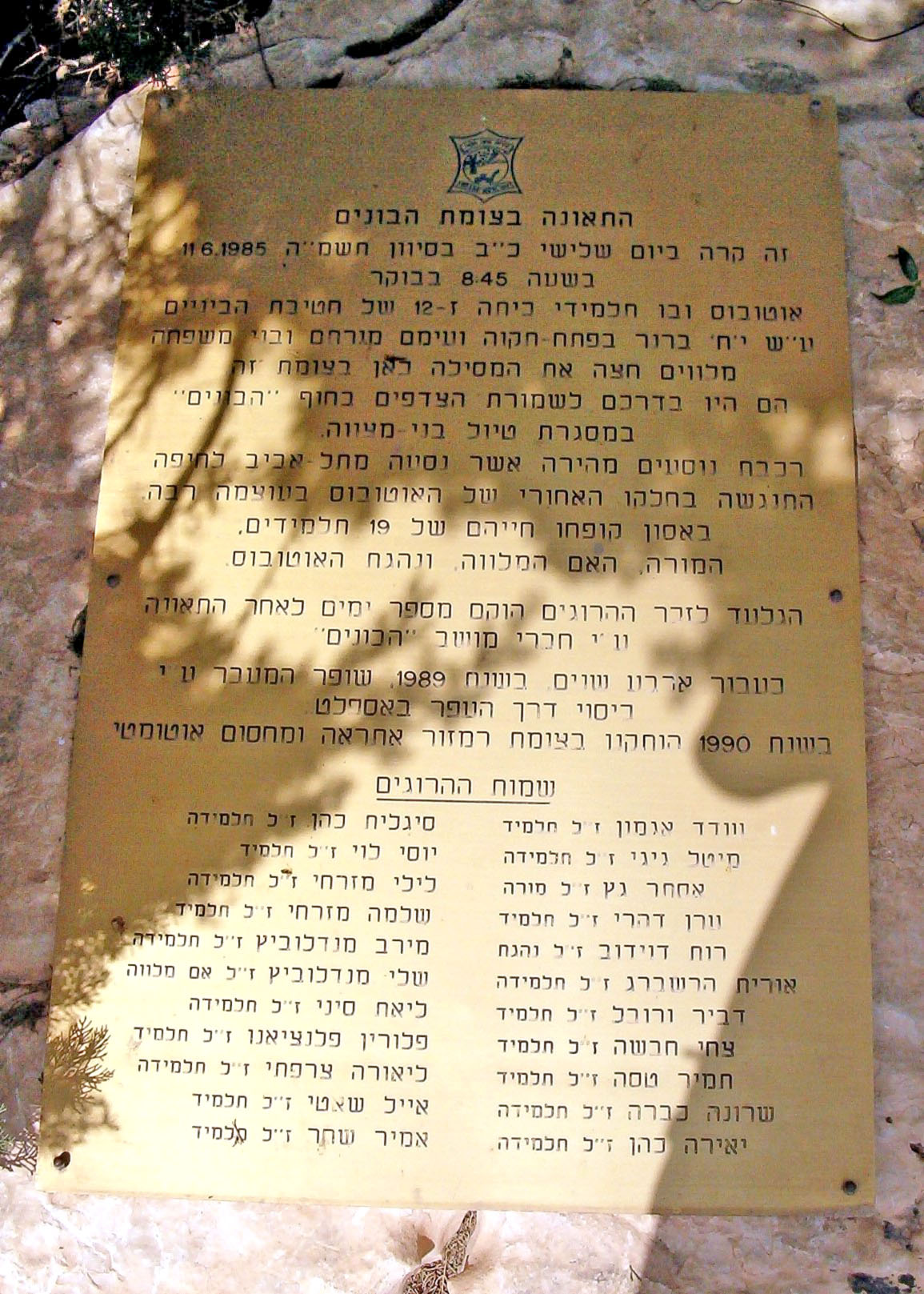
Tablica pamiątkowa na miejscu katastrofy z 11 czerwca 1985 r.

W następnych latach w miejscu tym znajdowała się niewielka arabska wioska Kafr Lam. Podczas wojny o niepodległość w 1948 roku jej mieszkańcy uciekli w obawie przed pogromami ze strony oddziałów żydowskiej Hagany.
Współczesny moszaw został założony w 1949 roku przez członków syjonistycznego ruchu HaBonim. Pierwsi mieszkańcy pochodzili z Wielkiej Brytanii i RPA. W dniu 11 czerwca 1985 roku przy moszawie doszło do zderzenia się pociągu z autobusem. W katastrofie zginęło 22 ludzi, w tym 19 uczniów. Miejsce to jest upamiętnione tablicą pamiątkową.

## Gospodarka
Gospodarka moszawu opiera się na intensywnym rolnictwie, sadownictwie, hodowli bydła mlecznego i turystyce. Firma Agrekal-Habonim Industries produkuje różnorodne preparaty na potrzeby rolnictwa.

## Turystyka

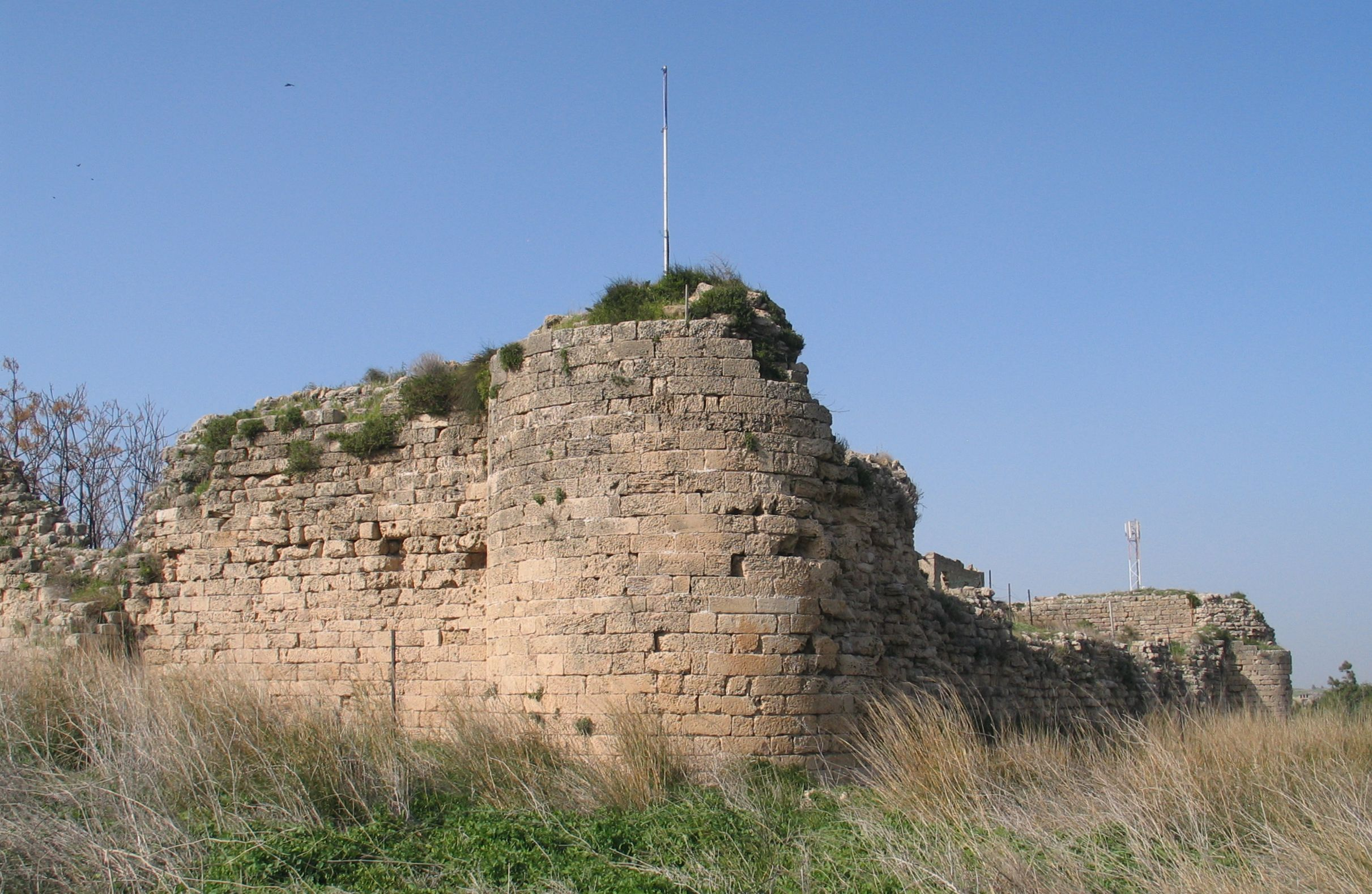
Ruiny zamku Cafarlet w Ha-Bonim

Tutejszą największą atrakcją są wspaniałe plaże, na których można uprawiać wszystkie sporty wodne. W moszawie znajdują się ruiny średniowiecznego zamku Cafarlet, który czasami jest nazywany fortecą HaBonim. Natomiast na północ od moszawu znajduje się niewielki pas startowy, wykorzystywany do szkolenia pilotażu oraz skoków spadochronowych.

## Transport
Wzdłuż wschodniej granicy moszawu przebiega autostrada nr 2, brak jednak możliwości wjazdu na nią. Lokalna droga prowadząca na wschód prowadzi do moszawu Cerufa i znajdującego się przy nim skrzyżowania z drogą ekspresową nr 4. Natomiast lokalna droga prowadząca na południowy wschód prowadzi do moszawu En Ajjala, a droga prowadząca na północ prowadzi do kibucu Newe Jam i wioski Atlit.